# 鄭容臺
鄭 容臺（チョン・ヨンデ、1978年2月4日 - ）は、愛知県名古屋市出身のサッカー指導者、元サッカー選手。ポジションはミッドフィールダー（MF）。

## 来歴
愛知第三初級学校の頃に中部朝鮮学校選抜の中心選手として頭角を顕した。その後、愛知朝鮮中高級学校高級部、朝鮮大学校を経て、2000年に当時関東サッカーリーグに所属していた青梅FCでプレーしていたが、その年に在日韓国人の選抜チーム「在日大韓蹴球団」のメンバーに選ばれ、釜山で行われた大韓民国全国体育大会で活躍。そこでのプレーが認められ、2001年にKリーグの浦項スティーラースに入団した。この頃に、それまでの朝鮮籍から韓国籍へと国籍を変更している。
翌2002年に日本に戻り、名古屋グランパスに入団。その後、セレッソ大阪、川崎フロンターレと渡り歩き、守備的な選手として起用された。
2006年に横浜FCに完全移籍で入団した。そこで初めてレギュラーをつかみ、チームのJ1昇格に貢献。2007年、負傷により出場機会が減り、コンサドーレ札幌へ期限付き移籍。札幌では大塚真司の負傷離脱などもあり途中加入ながらレギュラーに定着し、本来の守備的MF以外にもセンターバックやサイドバックもこなすプレーの幅の広さを生かし、ここでも昇格に貢献した。2008年に札幌へ完全移籍したが、出場機会が減少し、シーズン終了後に戦力外通告を受けた。2009年シーズンは開幕を無所属のまま迎えたが、4月に2シーズンぶりに横浜FCでプレーすることが決まった。同年は2006年に次ぐ出場試合数を記録し、再び横浜FCの中心選手となったが、同年限りで退団した。
2010年シーズンは無所属のまま複数のクラブの練習に参加するなどしていたが、希望するJリーグでの所属先が見つからず、同年9月に現役引退を発表。2011年より、古巣の川崎で育成部門のコーチを務める。
2013年、横浜FCのトップチームコーチに就任。
2015年、カターレ富山のトップチームコーチに就任。同年8月に成績不振を理由に岸野靖之監督とともに契約解除。
2016年、名古屋グランパスのU-15監督に就任。2018年、ギラヴァンツ北九州のトップチームコーチに就任。2019年、栃木シティFCの監督に就任したが、5月14日に契約が解除された。

## 所属クラブ
- 愛知朝鮮中高級学校高級部
- 朝鮮大学校
- 2000年  青梅FC
- 2001年  浦項スティーラース
- 2002年 - 2005年  名古屋グランパス
  - 2002年8月 - 同年末  セレッソ大阪 (期限付き移籍)[11]
  - 2005年  川崎フロンターレ (期限付き移籍)
- 2006年 - 2007年  横浜FC
  - 2007年9月 - 同年12月  コンサドーレ札幌 (期限付き移籍)
- 2008年  コンサドーレ札幌
- 2009年4月 - 同年12月  横浜FC

## 個人成績
| 国内大会個人成績 | 国内大会個人成績 | 国内大会個人成績 | 国内大会個人成績 | 国内大会個人成績 | 国内大会個人成績 | 国内大会個人成績 | 国内大会個人成績 | 国内大会個人成績 | 国内大会個人成績 | 国内大会個人成績 | 国内大会個人成績 |
| 年度             | クラブ           | 背番号           | リーグ           | リーグ戦         | リーグ戦         | リーグ杯         | リーグ杯         | オープン杯       | オープン杯       | 期間通算         | 期間通算         |
| 年度             | クラブ           | 背番号           | リーグ           | 出場             | 得点             | 出場             | 得点             | 出場             | 得点             | 出場             | 得点             |
| 日本             | 日本             | 日本             | 日本             | リーグ戦         | リーグ戦         | リーグ杯         | リーグ杯         | 天皇杯           | 天皇杯           | 期間通算         | 期間通算         |
| ---------------- | ---------------- | ---------------- | ---------------- | ---------------- | ---------------- | ---------------- | ---------------- | ---------------- | ---------------- | ---------------- | ---------------- |
| 2000             | 青梅FC           |                  | 関東             |                  |                  | -                | -                |                  |                  |                  |                  |
| 韓国             | 韓国             | 韓国             | 韓国             | リーグ戦         | リーグ戦         | リーグ杯         | リーグ杯         | FA杯             | FA杯             | 期間通算         | 期間通算         |
| 2001             | 浦項             | 42               | Kリーグ          |                  |                  |                  |                  |                  |                  |                  |                  |
| 日本             | 日本             | 日本             | 日本             | リーグ戦         | リーグ戦         | リーグ杯         | リーグ杯         | 天皇杯           | 天皇杯           | 期間通算         | 期間通算         |
| 2002             | 名古屋           | 33               | J1               | 0                | 0                | 0                | 0                | -                | -                | 0                | 0                |
| 2002             | C大阪            | 25               | J2               | 11               | 0                | -                | -                | 0                | 0                | 11               | 0                |
| 2003             | 名古屋           | 15               | J1               | 6                | 0                | 1                | 0                | 1                | 0                | 8                | 0                |
| 2004             | 名古屋           | 15               | J1               | 3                | 0                | 1                | 0                | 0                | 0                | 4                | 0                |
| 2005             | 川崎             | 17               | J1               | 7                | 0                | 0                | 0                | 1                | 0                | 8                | 0                |
| 2006             | 横浜FC           | 13               | J2               | 44               | 2                | -                | -                | 0                | 0                | 44               | 2                |
| 2007             | 横浜FC           | 13               | J1               | 12               | 0                | 5                | 0                | -                | -                | 17               | 0                |
| 2007             | 札幌             | 33               | J2               | 10               | 0                | -                | -                | 0                | 0                | 10               | 0                |
| 2008             | 札幌             | 33               | J1               | 11               | 0                | 2                | 1                | 0                | 0                | 13               | 1                |
| 2009             | 横浜FC           | 29               | J2               | 39               | 1                | -                | -                | 1                | 0                | 40               | 1                |
| 通算             | 日本             | 日本             | J1               | 39               | 0                | 9                | 1                | 2                | 0                | 50               | 1                |
| 通算             | 日本             | 日本             | J2               | 104              | 3                | -                | -                | 1                | 0                | 105              | 3                |
| 通算             | 日本             | 日本             | 関東             |                  |                  | -                | -                |                  |                  |                  |                  |
| 通算             | 韓国             | 韓国             | Kリーグ          |                  |                  |                  |                  |                  |                  |                  |                  |
| 総通算           | 総通算           | 総通算           | 総通算           | 143              | 3                | 9                | 1                | 3                | 0                | 155              | 4                |

- 公式戦（ナビスコカップ）初得点：2008年3月23日 - 予選第2節 川崎フロンターレ戦 (室蘭)
- Jリーグ（J1）初出場：2003年8月16日 - J1 2nd第1節 鹿島アントラーズ戦 (カシマ)
- Jリーグ（J2）初出場：2002年8月31日 - J2第28節 モンテディオ山形戦 (長居第2)
- Jリーグ（J2）初得点：2006年9月13日 - J2第39節 柏レイソル戦 (三ツ沢)

## 指導歴
- 2010年　フルマークサッカースクール チーフコーチ
- 2011年 - 2012年：川崎フロンターレ
  - 2011年：育成・普及コーチ
  - 2012年：U-15・U-13コーチ
- 2013年 - 2014年：横浜FC トップチームコーチ
- 2015年 - 2015年8月：カターレ富山 トップチームコーチ
- 2016年 - 2017年：名古屋グランパスU-15監督
- 2018年：ギラヴァンツ北九州トップチームコーチ
- 2019年 - 2019年5月：栃木シティFC監督